# Carlo Petrini

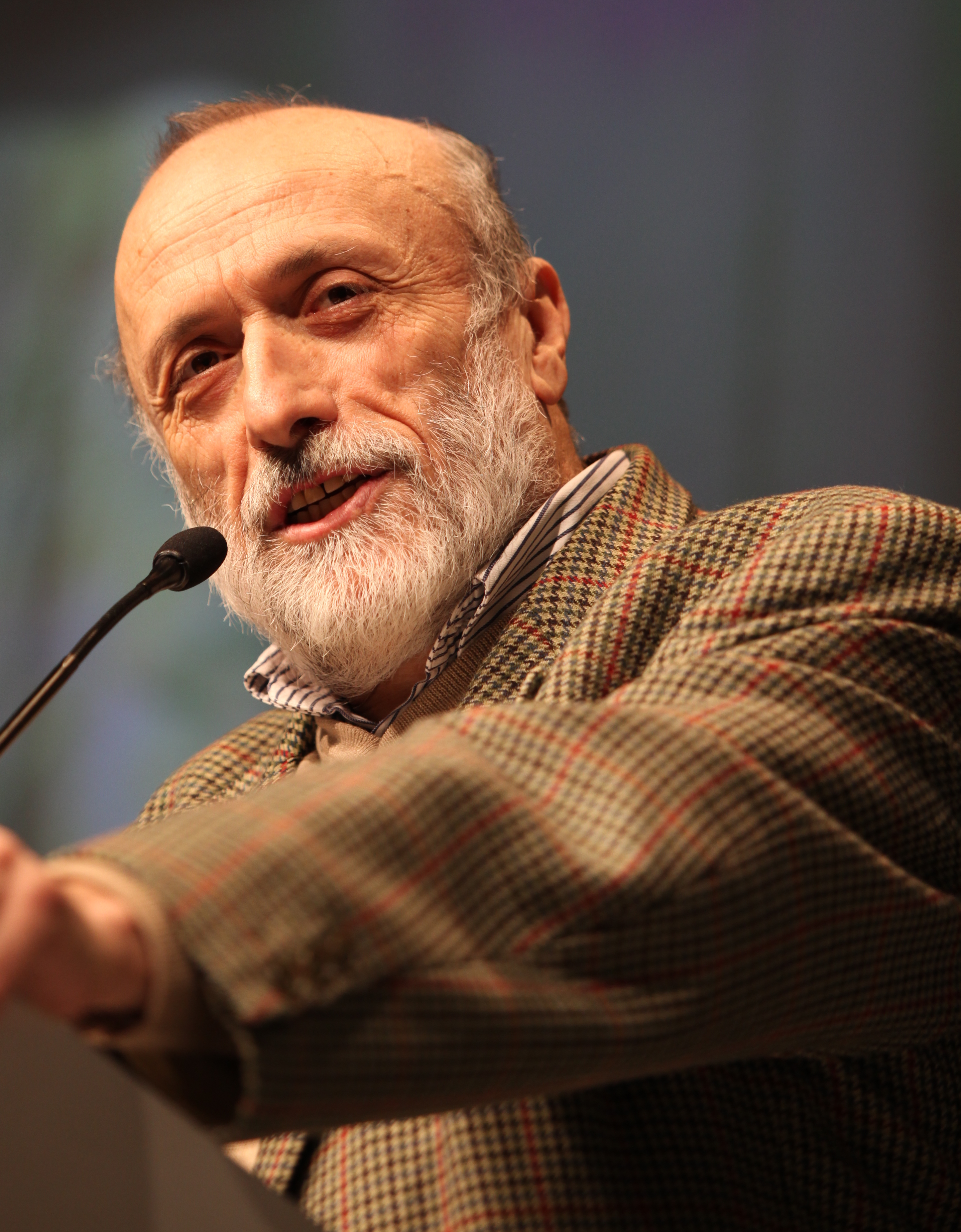
Carlo Petrini, 2010

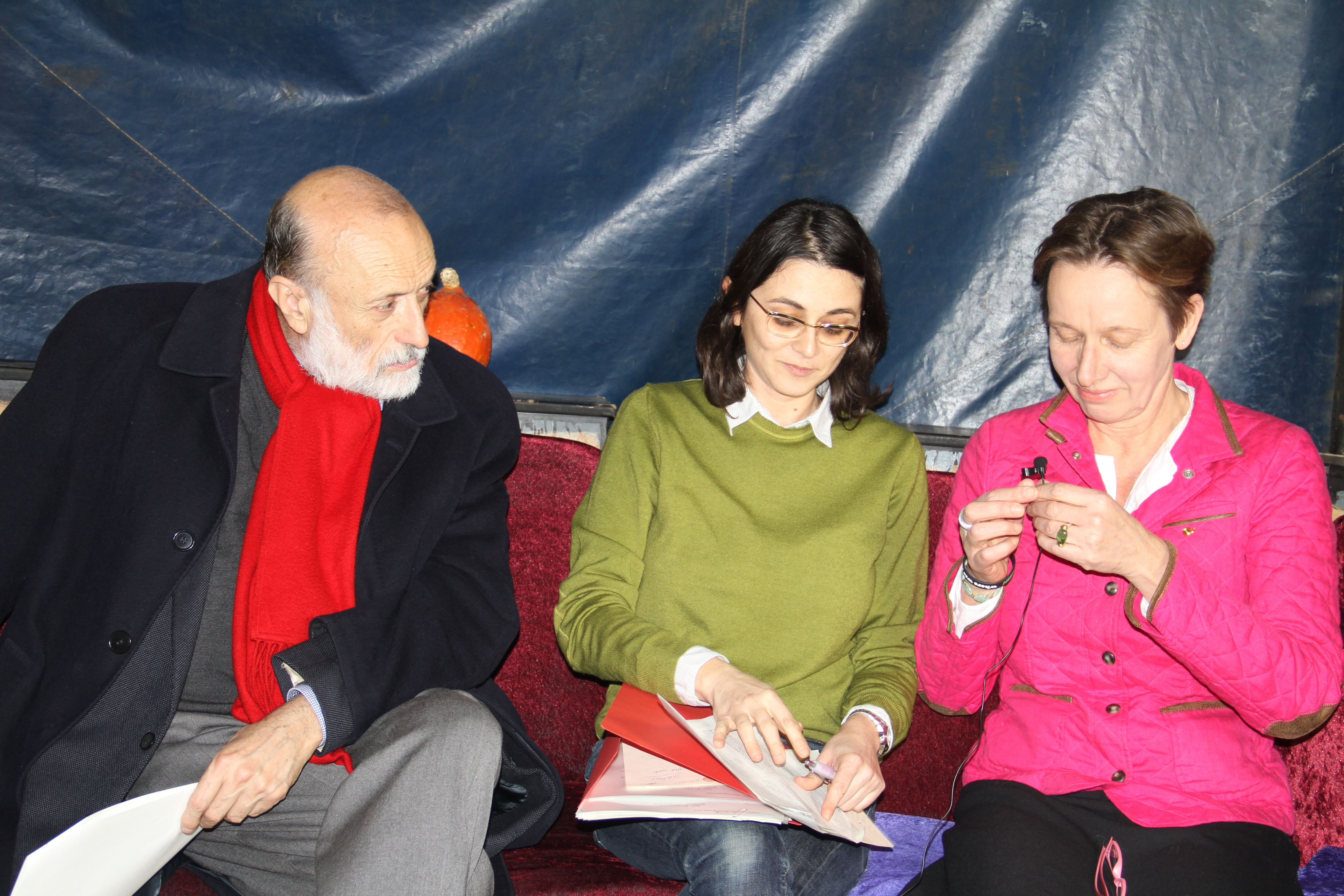
Petrini während der SchnippelDisko in Berlin 2014

Carlo Petrini (* 22. Juni 1949 in Bra, Piemont) ist ein italienischer Publizist, Soziologe und Gründer der internationalen Slow-Food-Bewegung (englisch Slow Food International).

## Leben
Petrini wurde als Sohn eines Eisenbahners geboren. Er war zunächst Messdiener und Vorsitzender der Diözesanjugend in Bra. Nach dem Soziologiestudium in Trient engagierte er sich in der Politik. Über die Liste von Partito di Unità Proletaria (PdUP) wurde er in den 1970er Jahren zu einem Stadtrat von Bra gewählt. Er betrieb zeitweise einen nicht lizenzierten Rundfunksender in Bra, dessen Schließung prominente Freunde wie Dario Fo und Fabrizio de André durch persönliche Anwesenheit verhindern konnten.
Seit 1977 schrieb er in italienischen Zeitschriften über Essen und Trinken und war an der Gründung der Zeitschrift Gambero Rosso beteiligt, die zunächst eine Monatsbeilage der Tageszeitung Il Manifesto war.
Petrini gründete in den 1980er Jahren die Gesellschaft der Freunde des Barolo. Dies war eine Reaktion auf das damals publik gewordene Panschen von Barolo-Rotwein mit Methanol. Daraus entwickelte sich im Juli 1986 Arcigola, eine Vereinigung mit starken Bezügen zum Gambero Rosso und der Zeitschrift La Gola (Die Völlerei). Der Auslöser zur Gründung von Slow Food war die Eröffnung einer McDonald’s-Filiale 1986 auf der von antiken und barocken Gebäuden umgebenen Piazza Navona in Rom. Als Protest dagegen organisierte Petrini ein öffentliches Spaghetti-Essen an der Spanischen Treppe. Am 9. Dezember 1989 folgte in Paris die Gründung der internationalen Bewegung Slow Food nach. In Turin rief er mit Slow Food den Salone del Gusto (Salon des Geschmacks) ins Leben und in Pollenzo die gastronomische Università di Scienze Gastronomiche.
Petrini war Mitherausgeber des Weltweinführers und des Weinführers Vini d'Italia. Mit dem Restaurantführer Osterie d'Italia löste er eine Rückbesinnung auf die gastronomischen Traditionen Italiens aus. Er ist Autor der linksliberalen Tageszeitung La Repubblica.
2004 fand auf seine Initiative in Turin eine Konferenz des Bauernnetzwerks Terra Madre statt, das erste Welttreffen von fast 5000 Bauern. Schirmherr war Prinz Charles. 2006 und 2008 wurde es wiederholt. 2009 wurde auf der Berlinale der Dokumentarfilm Terra Madre von Ermanno Olmi uraufgeführt.
2006 gab Petrini den Vorsitz von Slow Food Italien ab, blieb aber Präsident von Slow Food International. Im folgenden Jahr wurde er in Puebla (Mexiko) für vier Jahre in diesem Amt bestätigt.

## Auszeichnungen
- 2000: Communicator of the Year Trophy – International Wine and Spirit Competition (IWSC)
- 2002: Sicco-Mansholt-Preis zur Förderung der nachhaltigen Landwirtschaft
- 2004: European Hero – Time Magazine[4]
- 2004: Eckart-Witzigmann-Preis der Deutschen Akademie für Kulinaristik
- 2013: Champions of Earth Award
- 2015: Berlinale Kamera
- 2016: Ernennung zum europäischen Sonderbotschafter der Ernährungs- und Landwirtschaftsorganisation der Vereinten Nationen (FAO)[5]

## Veröffentlichungen
- Carlo Petrini: Terra Madre. Come non farci mangiare dal cibo. Giunti, 2009. Englisch: Terra Madre. Forging a New Global Network of Sustainable Food Communities. Chelsea Green, 2010, ISBN 978-1-60358-263-6. (englisch, italienisch)
- Carlo Petrini: Buono, Pulito e Giusto, Einaudi, Milano. Deutsch: Gut, sauber und fair. Grundlagen einer neuen Gastronomie. TreTorri, Wiesbaden 2007, ISBN 978-3-937963-55-6.
- Carlo Petrini: Slow Food. Le ragioni del gusto. Laterza. Deutsch: Slow Food – Genießen mit Verstand. Rotpunktverlag, Zürich 2003, ISBN 3-85869-263-8.
- Carlo Petrini: Atlante delle vigne di Langa. Barolo e Barbaresco. Slow Food Editore. (italienisch)
- Carlo Petrini, Gigi Garanzini: In Francia con l'Italia. Baldini e Castoldi Dalai. (italienisch)
- Carlo Petrini, Marisa Radaelli, Carlo Leidi: La morra nel cuore del Barolo. Storie e immagini di una delle capitali del vino. GRH. (italienisch)
- Carlo Petrini: Terrafutura. Dialoghi con Papa Francesco sull'ecologia integrale. Giunti/Slow Food editore, Firenze, Bra (Cn) 2020, ISBN 978-88-09-90545-0. (italienisch)
  - Terrafutura. Gespräche mit Papst Franziskus über Ökologie, Migration und soziale Gerechtigkeit, aus dem Italienischen von Franzoska Kristen, Zürich: Rotpunktverlag, 2021, ISBN 978-3-85869-925-1